# Heteropogon dejectus
Heteropogon dejectus är en tvåvingeart som först beskrevs av Samuel Wendell Williston  1901.  Heteropogon dejectus ingår i släktet Heteropogon och familjen rovflugor. Inga underarter finns listade i Catalogue of Life.